# AFC Ajax in het seizoen 2020/21 (mannen)
In het seizoen 2020/21 kwam Ajax uit in de Eredivisie, KNVB Beker, UEFA Champions League en de UEFA Europa League. Ajax werd in dit seizoen voor de 35e keer landskampioen en won voor de twintigste keer de KNVB beker, door in de finale te winnen van Vitesse. Het was daarmee de negende keer dat Ajax de nationale "dubbel" won.
In de Champions League werd Ajax derde in de poulefase, achter Liverpool FC en Atalanta Bergamo. Vervolgens reikte het in de knock-outfase van de Europa League via Lille OSC en BSC Young Boys tot de kwartfinales, waarin AS Roma over twee wedstrijden als winnaar uit de strijd kwam.

## Selectie
| Nummer      | Nationaliteit         | Naam                 | Contract tot | Geboortedatum     | Vorige club (land)            | Officiële debuut                             | Eerste officiële doelpunt                   |
| ----------- | --------------------- | -------------------- | ------------ | ----------------- | ----------------------------- | -------------------------------------------- | ------------------------------------------- |
| Keepers     |                       |                      |              |                   |                               |                                              |                                             |
| 1           | Vlag van Nederland    | Maarten Stekelenburg | 30 juni 2021 | 22 september 1982 | Everton Engeland              | 11 augustus 2002 (Ajax - PSV)                |                                             |
| 16          | Vlag van Nederland    | Kjell Scherpen       | 30 juni 2023 | 23 januari 2000   | FC Emmen Nederland            | 16 december 2020 (Ajax - FC Utrecht)         |                                             |
| 24          | Vlag van Kameroen     | André Onana          | 30 juni 2022 | 2 april 1996      | FC Barcelona Spanje           | 21 augustus 2016 (Ajax - Willem II)          |                                             |
| 33          | Vlag van Kroatië      | Dominik Kotarski     | 30 juni 2023 | 10 februari 2000  | Dinamo Zagreb Kroatië         |                                              |                                             |
| Verdediging |                       |                      |              |                   |                               |                                              |                                             |
| 2           | Vlag van Nederland    | Jurriën Timber       | 30 juni 2021 | 17 juni 2001      | Jeugdopleiding Ajax Nederland | 7 maart 2020 (sc Heerenveen - Ajax)          | 2 mei 2021 (Ajax - FC Emmen)                |
| 3           | Vlag van Nederland    | Perr Schuurs         | 30 juni 2022 | 26 november 1999  | Fortuna Sittard Nederland     | 26 september 2018 (HVV Te Werve - Ajax)      | 26 september 2018 (HVV Te Werve - Ajax)     |
| 5           | Vlag van Nederland    | Sean Klaiber         | 30 juni 2024 | 31 juli 1994      | FC Utrecht Nederland          | 18 oktober 2020 (Ajax - sc Heerenveen)       |                                             |
| 12          | /                     | Noussair Mazraoui    | 30 juni 2022 | 14 november 1997  | Jeugdopleiding Ajax Nederland | 4 februari 2018 (Ajax - NAC Breda)           | 2 oktober 2018 (Bayern München - Ajax)      |
| 15          | Vlag van Nederland    | Devyne Rensch        | 30 juni 2023 | 18 januari 2003   | Jeugdopleiding Ajax Nederland | 28 november 2020 (FC Emmen - Ajax)           | 21 maart 2021 (Ajax - ADO Den Haag)         |
| 17          | Vlag van Nederland    | Daley Blind          | 30 juni 2023 | 9 maart 1990      | Manchester United Engeland    | 7 december 2008 (FC Volendam - Ajax)         | 10 februari 2013 (Ajax - Roda JC)           |
| 21          | Vlag van Argentinië   | Lisandro Martínez    | 30 juni 2023 | 18 januari 1998   | Defensa y Justicia Argentinië | 27 juli 2019 (Ajax - PSV)                    | 28 september 2019 (Ajax - FC Groningen)     |
| 31          | Vlag van Argentinië   | Nicolás Tagliafico   | 30 juni 2022 | 31 augustus 1992  | CA Independiente Argentinië   | 21 januari 2018 (Ajax - Feyenoord)           | 11 maart 2018 (Ajax - sc Heerenveen)        |
| Middenveld  |                       |                      |              |                   |                               |                                              |                                             |
| 4           | Vlag van Mexico       | Edson Álvarez        | 30 juni 2024 | 24 oktober 1997   | Club América Mexico           | 17 augustus 2019 (VVV-Venlo - Ajax)          | 28 augustus 2019 (Ajax - APOEL Nicosia)     |
| 6           | Vlag van Nederland    | Davy Klaassen        | 30 juni 2024 | 21 februari 1993  | Werder Bremen Duitsland       | 22 november 2011 (Olympique Lyonnais - Ajax) | 27 november 2011 (N.E.C. - Ajax)            |
| 8           | Vlag van Nederland    | Ryan Gravenberch     | 30 juni 2021 | 16 mei 2002       | Jeugdopleiding Ajax Nederland | 23 september 2018 (PSV - Ajax)               | 26 september 2018 (HVV Te Werve - Ajax)     |
| 18          | Vlag van Nederland    | Jurgen Ekkelenkamp   | 30 juni 2022 | 5 april 2000      | Jeugdopleiding Ajax Nederland | 19 april 2018 (Ajax - VVV-Venlo)             | 26 september 2018 (HVV Te Werve - Ajax)     |
| 19          | /                     | Zakaria Labyad       | 30 juni 2022 | 9 maart 1993      | FC Utrecht Nederland          | 7 augustus 2018 (Standard Luik - Ajax)       | 26 september 2018 (HVV Te Werve - Ajax)     |
| 20          | Vlag van Ghana        | Mohammed Kudus       | 30 juni 2025 | 2 augustus 2000   | FC Nordsjælland Denemarken    | 20 september 2020 (Ajax - RKC Waalwijk)      | 18 oktober 2020 (Ajax - sc Heerenveen)      |
| 25          | Vlag van Nederland    | Kenneth Taylor       | 30 juni 2024 | 16 mei 2002       | Jeugdopleiding Ajax Nederland | 12 december 2020 (Ajax - PEC Zwolle)         |                                             |
| Aanval      |                       |                      |              |                   |                               |                                              |                                             |
| 7           | Vlag van Brazilië     | David Neres          | 30 juni 2023 | 3 maart 1997      | São Paulo FC Brazilië         | 26 februari 2017 (Ajax - Heracles Almelo)    | 2 april 2017 (Ajax - Feyenoord)             |
| 9           | /                     | Oussama Idrissi      | 30 juni 2021 | 26 februari 1996  | Sevilla FC Spanje             | 18 februari 2021 (Lille OSC - Ajax)          |                                             |
| 10          | Vlag van Servië       | Dušan Tadić          | 30 juni 2026 | 20 november 1988  | Southampton FC Engeland       | 25 juli 2018 (Ajax - Sturm Graz)             | 2 augustus 2018 (Sturm Graz - Ajax)         |
| 22          | /                     | Sébastien Haller     | 30 juni 2025 | 22 juni 1994      | West Ham United FC Engeland   | 10 januari 2021 (Ajax - PSV)                 | 14 januari 2021 (FC Twente - Ajax)          |
| 23          | Vlag van Burkina Faso | Lassina Traoré       | 30 juni 2022 | 12 januari 2001   | Ajax Cape Town Zuid-Afrika    | 12 mei 2019 (Ajax - FC Utrecht)              | 22 december 2019 (Ajax - ADO Den Haag)      |
| 30          | /                     | Brian Brobbey        | 30 juni 2021 | 1 februari 2002   | Jeugdopleiding Ajax Nederland | 31 oktober 2020 (Ajax - Fortuna Sittard)     | 31 oktober 2020 (Ajax - Fortuna Sittard)    |
| 39          | Vlag van Brazilië     | Antony               | 30 juni 2025 | 24 februari 2000  | São Paulo FC Brazilië         | 13 september 2020 (Sparta Rotterdam - Ajax)  | 13 september 2020 (Sparta Rotterdam - Ajax) |

Laatst bijgewerkt: 26 februari 2021

## Leden technische staf en directie
| Naam                    | Functie              |
| ----------------------- | -------------------- |
| Erik ten Hag            | Hoofdtrainer         |
| Christian Poulsen       | Assistent-trainer    |
| Michael Reiziger        | Assistent-trainer    |
| Winston Bogarde         | Assistent-trainer    |
| Richard Witschge        | Lid technische staf  |
| Anton Scheutjens        | Keeperstrainer       |
| Alessandro Schoenmakers | Performance trainer  |
| Saïd Ouaali             | Hoofd jeugdopleiding |

| Naam              | Functie                |
| ----------------- | ---------------------- |
| Edwin van der Sar | Algemeen directeur     |
| Susan Lenderink   | Financieel directeur   |
| Marc Overmars     | Directeur voetbalzaken |
| Menno Geelen      | Commercieel directeur  |

## Wedstrijdverslagen

### Vriendschappelijke wedstrijden
| Datum      | Wedstrijd                  | Uitslag | Verslag |
| ---------- | -------------------------- | ------- | ------- |
| 08-08-2020 | Ajax – RKC Waalwijk        | 6 – 1   | 1       |
| 13-08-2020 | Ajax – FC Utrecht          | 5 – 1   | 2       |
| 18-08-2020 | Wolfsberger AC – Ajax      | 0 – 2   | 3       |
| 22-08-2020 | Red Bull Salzburg – Ajax   | 1 – 4   | 4       |
| 25-08-2020 | Ajax – Holstein Kiel       | 5 – 2   | 5       |
| 25-08-2020 | Ajax – Hertha BSC          | 1 – 0   | 6       |
| 29-08-2020 | Ajax – Eintracht Frankfurt | 2 – 1   | 7       |
| 30-08-2020 | Ajax – Union Berlin        | 2 – 2   | 8       |
| 05-09-2020 | Ajax - FC Augsburg         | 1 - 0   | 9       |

### UEFA Champions League
| Ronde      | Wedstrijd | Datum            | Wedstrijd               | Uitslag | Verslag |
| ---------- | --------- | ---------------- | ----------------------- | ------- | ------- |
| Groepsfase | 1         | 21 oktober 2020  | Ajax – Liverpool FC     | 0 – 1   | 1       |
| Groepsfase | 2         | 27 oktober 2020  | Atalanta Bergamo – Ajax | 2 – 2   | 2       |
| Groepsfase | 3         | 3 november 2020  | FC Midtjylland – Ajax   | 1 – 2   | 3       |
| Groepsfase | 4         | 25 november 2020 | Ajax – FC Midtjylland   | 3 – 1   | 4       |
| Groepsfase | 5         | 1 december 2020  | Liverpool FC – Ajax     | 1 – 0   | 5       |
| Groepsfase | 6         | 9 december 2020  | Ajax – Atalanta Bergamo | 0 – 1   | 6       |

Groepsfase (groep D)
| # | Team             | Wedstrijden | Wedstrijden | Wedstrijden | Wedstrijden | Doelpunten | Doelpunten | Doelpunten | Punten |
| --- | ---------------- | ----------- | ----------- | ----------- | ----------- | ---------- | ---------- | ---------- | ------ |
| # | Team             | Gespeeld    | Winst       | Gelijk      | Verlies     | Voor       | Tegen      | Saldo      | Punten |
| 1. | Liverpool FC     | 6           | 4           | 1           | 1           | 10         | 3          | +7         | 13     |
| 2. | Atalanta Bergamo | 6           | 3           | 2           | 1           | 10         | 8          | +2         | 11     |
| 3. | Ajax             | 6           | 2           | 1           | 3           | 7          | 7          | 0          | 7      |
| 4. | FC Midtjylland   | 6           | 0           | 2           | 4           | 4          | 13         | −9         | 2      |
| \| Legendakleuren in de tabellen \| \| Groepswinnaar en nummer twee gaan door naar de achtste finale. \| \| Nummer 3 gaat door naar de zestiende finale van de Europa League. \| \| Uitgeschakeld \| |                  |             |             |             |             |            |            |            |        |
| Legendakleuren in de tabellen |                  |             |             |             |             |            |            |            |        |
| Groepswinnaar en nummer twee gaan door naar de achtste finale. |                  |             |             |             |             |            |            |            |        |
| Nummer 3 gaat door naar de zestiende finale van de Europa League. |                  |             |             |             |             |            |            |            |        |
| Uitgeschakeld |                  |             |             |             |             |            |            |            |        |

|                                               |      |               |                               |                                                                                     |
| Groepsfase, wedstrijd 1 21 oktober 2020 21:00 | Ajax | 0 – 1 (0 – 1) | Liverpool FC                  | Stadion: Johan Cruijff ArenA, Amsterdam Toeschouwers: 0 Scheidsrechter: Felix Brych |
| Groepsfase, wedstrijd 1 21 oktober 2020 21:00 |      | Verslag       | 35' (e.d.) Nicolás Tagliafico | Stadion: Johan Cruijff ArenA, Amsterdam Toeschouwers: 0 Scheidsrechter: Felix Brych |
| Groepsfase, wedstrijd 1 21 oktober 2020 21:00 |      |               |                               | Stadion: Johan Cruijff ArenA, Amsterdam Toeschouwers: 0 Scheidsrechter: Felix Brych |
| Groepsfase, wedstrijd 1 21 oktober 2020 21:00 |      |               |                               | Stadion: Johan Cruijff ArenA, Amsterdam Toeschouwers: 0 Scheidsrechter: Felix Brych |
|                                               |      |               |                               |                                                                                     |

|                                               |                       |               |                                           |                                                                                                |
| Groepsfase, wedstrijd 2 27 oktober 2020 21:00 | Atalanta Bergamo      | 2 – 2 (0 – 2) | Ajax                                      | Stadion: Stadio Atleti Azzurri d'Italia, Bergamo Toeschouwers: 0 Scheidsrechter: Damir Skomina |
| Groepsfase, wedstrijd 2 27 oktober 2020 21:00 | Duván Zapata 54', 60' | Verslag       | 30' (pen.) Dušan Tadić 38' Lassina Traoré | Stadion: Stadio Atleti Azzurri d'Italia, Bergamo Toeschouwers: 0 Scheidsrechter: Damir Skomina |
| Groepsfase, wedstrijd 2 27 oktober 2020 21:00 |                       |               |                                           | Stadion: Stadio Atleti Azzurri d'Italia, Bergamo Toeschouwers: 0 Scheidsrechter: Damir Skomina |
| Groepsfase, wedstrijd 2 27 oktober 2020 21:00 |                       |               |                                           | Stadion: Stadio Atleti Azzurri d'Italia, Bergamo Toeschouwers: 0 Scheidsrechter: Damir Skomina |
|                                               |                       |               |                                           |                                                                                                |

|                                               |                   |               |                           |                                                                            |
| Groepsfase, wedstrijd 3 3 november 2020 21:00 | FC Midtjylland    | 1 – 2 (1 – 2) | Ajax                      | Stadion: MCH Arena, Herning Toeschouwers: 132 Scheidsrechter: Bobby Madden |
| Groepsfase, wedstrijd 3 3 november 2020 21:00 | Anders Dreyer 18' | Verslag       | 1' Antony 13' Dušan Tadić | Stadion: MCH Arena, Herning Toeschouwers: 132 Scheidsrechter: Bobby Madden |
| Groepsfase, wedstrijd 3 3 november 2020 21:00 |                   |               |                           | Stadion: MCH Arena, Herning Toeschouwers: 132 Scheidsrechter: Bobby Madden |
| Groepsfase, wedstrijd 3 3 november 2020 21:00 |                   |               |                           | Stadion: MCH Arena, Herning Toeschouwers: 132 Scheidsrechter: Bobby Madden |
|                                               |                   |               |                           |                                                                            |

|                                                |                                                            |               |                       |                                                                                        |
| Groepsfase, wedstrijd 4 25 november 2020 21:00 | Ajax                                                       | 3 – 1 (0 – 0) | FC Midtjylland        | Stadion: Johan Cruijff ArenA, Amsterdam Toeschouwers: 0 Scheidsrechter: Sergei Karasev |
| Groepsfase, wedstrijd 4 25 november 2020 21:00 | Ryan Gravenberch 47' Noussair Mazraoui 49' David Neres 66' | Verslag       | 81' (pen.) Awer Mabil | Stadion: Johan Cruijff ArenA, Amsterdam Toeschouwers: 0 Scheidsrechter: Sergei Karasev |
| Groepsfase, wedstrijd 4 25 november 2020 21:00 |                                                            |               |                       | Stadion: Johan Cruijff ArenA, Amsterdam Toeschouwers: 0 Scheidsrechter: Sergei Karasev |
| Groepsfase, wedstrijd 4 25 november 2020 21:00 |                                                            |               |                       | Stadion: Johan Cruijff ArenA, Amsterdam Toeschouwers: 0 Scheidsrechter: Sergei Karasev |
|                                                |                                                            |               |                       |                                                                                        |

|                                               |                  |               |      |                                                                            |
| Groepsfase, wedstrijd 5 1 december 2020 21:00 | Liverpool FC     | 1 – 0 (0 – 0) | Ajax | Stadion: Anfield, Liverpool Toeschouwers: 0 Scheidsrechter: Tobias Stieler |
| Groepsfase, wedstrijd 5 1 december 2020 21:00 | Curtis Jones 58' | Verslag       |      | Stadion: Anfield, Liverpool Toeschouwers: 0 Scheidsrechter: Tobias Stieler |
| Groepsfase, wedstrijd 5 1 december 2020 21:00 |                  |               |      | Stadion: Anfield, Liverpool Toeschouwers: 0 Scheidsrechter: Tobias Stieler |
| Groepsfase, wedstrijd 5 1 december 2020 21:00 |                  |               |      | Stadion: Anfield, Liverpool Toeschouwers: 0 Scheidsrechter: Tobias Stieler |
|                                               |                  |               |      |                                                                            |

|                                               |      |               |                  |                                                                                                 |
| Groepsfase, wedstrijd 6 9 december 2020 18:55 | Ajax | 0 – 1 (0 – 0) | Atalanta Bergamo | Stadion: Johan Cruijff ArenA, Amsterdam Toeschouwers: 0 Scheidsrechter: Carlos del Cerro Grande |
| Groepsfase, wedstrijd 6 9 december 2020 18:55 |      | Verslag       | 85' Luis Muriel  | Stadion: Johan Cruijff ArenA, Amsterdam Toeschouwers: 0 Scheidsrechter: Carlos del Cerro Grande |
| Groepsfase, wedstrijd 6 9 december 2020 18:55 |      |               |                  | Stadion: Johan Cruijff ArenA, Amsterdam Toeschouwers: 0 Scheidsrechter: Carlos del Cerro Grande |
| Groepsfase, wedstrijd 6 9 december 2020 18:55 |      |               |                  | Stadion: Johan Cruijff ArenA, Amsterdam Toeschouwers: 0 Scheidsrechter: Carlos del Cerro Grande |
|                                               |      |               |                  |                                                                                                 |

### UEFA Europa League
| Ronde            | Wedstrijd | Datum            | Wedstrijd             | Uitslag | Totaal | Verslag |
| ---------------- | --------- | ---------------- | --------------------- | ------- | ------ | ------- |
| Zestiende finale | 1         | 18 februari 2021 | Lille OSC – Ajax      | 1 – 2   | 4 – 2  | 1       |
| Zestiende finale | 2         | 25 februari 2021 | Ajax – Lille OSC      | 2 – 1   | 4 – 2  | 2       |
| Achtste finale   | 3         | 11 maart 2021    | Ajax – BSC Young Boys | 3 – 0   | 5 – 0  | 3       |
| Achtste finale   | 4         | 18 maart 2021    | BSC Young Boys – Ajax | 0 – 2   | 5 – 0  | 4       |
| Kwartfinale      | 5         | 8 april 2021     | Ajax – AS Roma        | 1 – 2   | 2 – 3  | 5       |
| Kwartfinale      | 6         | 15 april 2021    | AS Roma – Ajax        | 1 – 1   | 2 – 3  | 6       |

|                                                      |                  |               |                                          |                                                                                    |
| Zestiende finale, wedstrijd 1 18 februari 2021 21:00 | Lille OSC        | 1 – 2 (0 – 0) | Ajax                                     | Stadion: Stade Pierre-Mauroy, Rijsel Toeschouwers: 0 Scheidsrechter: Ivan Kružliak |
| Zestiende finale, wedstrijd 1 18 februari 2021 21:00 | Timothy Weah 73' | Verslag       | 87' (pen.) Dušan Tadić 89' Brian Brobbey | Stadion: Stade Pierre-Mauroy, Rijsel Toeschouwers: 0 Scheidsrechter: Ivan Kružliak |
| Zestiende finale, wedstrijd 1 18 februari 2021 21:00 |                  |               |                                          | Stadion: Stade Pierre-Mauroy, Rijsel Toeschouwers: 0 Scheidsrechter: Ivan Kružliak |
| Zestiende finale, wedstrijd 1 18 februari 2021 21:00 |                  |               |                                          | Stadion: Stade Pierre-Mauroy, Rijsel Toeschouwers: 0 Scheidsrechter: Ivan Kružliak |
|                                                      |                  |               |                                          |                                                                                    |

|                                                      |                                   |               |                         |                                                                                        |
| Zestiende finale, wedstrijd 2 25 februari 2021 18:55 | Ajax                              | 2 – 1 (1 – 0) | Lille OSC               | Stadion: Johan Cruijff ArenA, Amsterdam Toeschouwers: 0 Scheidsrechter: William Collum |
| Zestiende finale, wedstrijd 2 25 februari 2021 18:55 | Davy Klaassen 15' David Neres 88' | Verslag       | 78' (pen.) Yusuf Yazıcı | Stadion: Johan Cruijff ArenA, Amsterdam Toeschouwers: 0 Scheidsrechter: William Collum |
| Zestiende finale, wedstrijd 2 25 februari 2021 18:55 |                                   |               |                         | Stadion: Johan Cruijff ArenA, Amsterdam Toeschouwers: 0 Scheidsrechter: William Collum |
| Zestiende finale, wedstrijd 2 25 februari 2021 18:55 |                                   |               |                         | Stadion: Johan Cruijff ArenA, Amsterdam Toeschouwers: 0 Scheidsrechter: William Collum |
|                                                      |                                   |               |                         |                                                                                        |

|                                                 |                                                       |               |                |                                                                                     |
| Achtste finale, wedstrijd 1 11 maart 2021 18:55 | Ajax                                                  | 3 – 0 (0 – 0) | BSC Young Boys | Stadion: Johan Cruijff ArenA, Amsterdam Toeschouwers: 0 Scheidsrechter: Marco Guida |
| Achtste finale, wedstrijd 1 11 maart 2021 18:55 | Davy Klaassen 62' Dušan Tadić 82' Brian Brobbey 90+2' | Verslag       |                | Stadion: Johan Cruijff ArenA, Amsterdam Toeschouwers: 0 Scheidsrechter: Marco Guida |
| Achtste finale, wedstrijd 1 11 maart 2021 18:55 |                                                       |               |                | Stadion: Johan Cruijff ArenA, Amsterdam Toeschouwers: 0 Scheidsrechter: Marco Guida |
| Achtste finale, wedstrijd 1 11 maart 2021 18:55 |                                                       |               |                | Stadion: Johan Cruijff ArenA, Amsterdam Toeschouwers: 0 Scheidsrechter: Marco Guida |
|                                                 |                                                       |               |                |                                                                                     |

|                                                 |                |               |                                        |                                                                              |
| Achtste finale, wedstrijd 2 18 maart 2021 21:00 | BSC Young Boys | 0 – 2 (0 – 1) | Ajax                                   | Stadion: Stadion Wankdorf, Bern Toeschouwers: 0 Scheidsrechter: Bobby Madden |
| Achtste finale, wedstrijd 2 18 maart 2021 21:00 |                | Verslag       | 20' David Neres 49' (pen.) Dušan Tadić | Stadion: Stadion Wankdorf, Bern Toeschouwers: 0 Scheidsrechter: Bobby Madden |
| Achtste finale, wedstrijd 2 18 maart 2021 21:00 |                |               |                                        | Stadion: Stadion Wankdorf, Bern Toeschouwers: 0 Scheidsrechter: Bobby Madden |
| Achtste finale, wedstrijd 2 18 maart 2021 21:00 |                |               |                                        | Stadion: Stadion Wankdorf, Bern Toeschouwers: 0 Scheidsrechter: Bobby Madden |
|                                                 |                |               |                                        |                                                                              |

|                                             |                   |               |                                         |                                                                                        |
| Kwartfinale, wedstrijd 1 8 april 2021 21:00 | Ajax              | 1 – 2 (1 – 0) | AS Roma                                 | Stadion: Johan Cruijff ArenA, Amsterdam Toeschouwers: 0 Scheidsrechter: Sergei Karasev |
| Kwartfinale, wedstrijd 1 8 april 2021 21:00 | Davy Klaassen 39' | Verslag       | 57' Lorenzo Pellegrini 87' Roger Ibañez | Stadion: Johan Cruijff ArenA, Amsterdam Toeschouwers: 0 Scheidsrechter: Sergei Karasev |
| Kwartfinale, wedstrijd 1 8 april 2021 21:00 |                   |               |                                         | Stadion: Johan Cruijff ArenA, Amsterdam Toeschouwers: 0 Scheidsrechter: Sergei Karasev |
| Kwartfinale, wedstrijd 1 8 april 2021 21:00 |                   |               |                                         | Stadion: Johan Cruijff ArenA, Amsterdam Toeschouwers: 0 Scheidsrechter: Sergei Karasev |
|                                             |                   |               |                                         |                                                                                        |

|                                              |                |               |                   |                                                                               |
| Kwartfinale, wedstrijd 2 15 april 2021 21:00 | AS Roma        | 1 – 1 (0 – 0) | Ajax              | Stadion: Stadio Olimpico, Rome Toeschouwers: 0 Scheidsrechter: Anthony Taylor |
| Kwartfinale, wedstrijd 2 15 april 2021 21:00 | Edin Džeko 72' | Verslag       | 49' Brian Brobbey | Stadion: Stadio Olimpico, Rome Toeschouwers: 0 Scheidsrechter: Anthony Taylor |
| Kwartfinale, wedstrijd 2 15 april 2021 21:00 |                |               |                   | Stadion: Stadio Olimpico, Rome Toeschouwers: 0 Scheidsrechter: Anthony Taylor |
| Kwartfinale, wedstrijd 2 15 april 2021 21:00 |                |               |                   | Stadion: Stadio Olimpico, Rome Toeschouwers: 0 Scheidsrechter: Anthony Taylor |
|                                              |                |               |                   |                                                                               |

### Eredivisie
Wedstrijden
| №   | Datum               | Wedstrijd               | Uitslag | Verslag |
| --- | ------------------- | ----------------------- | ------- | ------- |
| 1   | zo 13-09-2020 14:30 | Sparta Rotterdam – Ajax | 0 – 1   | 1       |
| 2   | zo 20-09-2020 16:45 | Ajax – RKC Waalwijk     | 3 – 0   | 2       |
| 3   | za 26-09-2020 21:00 | Ajax – Vitesse          | 2 – 1   | 3       |
| 4   | zo 04-10-2020 12:15 | FC Groningen – Ajax     | 1 – 0   | 4       |
| 5   | zo 18-10-2020 14:30 | Ajax – sc Heerenveen    | 5 – 1   | 5       |
| 6   | za 24-10-2020 16:30 | VVV-Venlo – Ajax        | 0 – 13  | 6       |
| 7   | za 31-10-2020 20:00 | Ajax – Fortuna Sittard  | 5 – 2   | 7       |
| 8   | zo 08-11-2020 12:15 | FC Utrecht – Ajax       | 0 – 3   | 8       |
| 9   | zo 22-11-2020 12:15 | Ajax – Heracles Almelo  | 5 – 0   | 9       |
| 10  | za 28-11-2020 18:45 | FC Emmen – Ajax         | 0 – 5   | 10      |
| 11  | za 05-12-2020 20:00 | Ajax – FC Twente        | 1 – 2   | 11      |
| 12  | za 12-12-2020 20:00 | Ajax – PEC Zwolle       | 4 – 0   | 12      |
| 13  | zo 20-12-2020 14:30 | ADO Den Haag – Ajax     | 2 – 4   | 13      |
| 14  | wo 23-12-2020 18:45 | Willem II – Ajax        | 1 – 1   | 14      |
| 15  | zo 10-01-2021 16:45 | Ajax – PSV              | 2 – 2   | 15      |
| 16  | do 14-01-2021 20:00 | FC Twente – Ajax        | 1 – 3   | 16      |
| 17  | zo 17-01-2021 16:45 | Ajax – Feyenoord        | 1 – 0   | 17      |
| 18  | zo 24-01-2021 12:15 | Fortuna Sittard – Ajax  | 1 – 2   | 18      |
| 19  | do 28-01-2021 21:00 | Ajax – Willem II        | 3 – 1   | 19      |
| 20  | zo 31-01-2021 16:45 | AZ – Ajax               | 0 – 3   | 20      |
| 21* | do 22-04-2021 18:45 | Ajax – FC Utrecht       | 1 – 1   | 21      |
| 22  | za 13-02-2021 18:45 | Heracles Almelo – Ajax  | 0 – 2   | 22      |
| 23  | zo 21-02-2021 20:00 | Ajax – Sparta Rotterdam | 4 – 2   | 23      |
| 24  | zo 28-02-2021 14:30 | PSV – Ajax              | 1 – 1   | 24      |
| 25  | zo 07-03-2021 12:15 | Ajax – FC Groningen     | 3 – 1   | 25      |
| 26  | zo 14-03-2021 16:45 | PEC Zwolle – Ajax       | 0 – 2   | 26      |
| 27  | zo 21-03-2021 20:00 | Ajax – ADO Den Haag     | 5 – 0   | 27      |
| 28  | zo 04-04-2021 16:45 | sc Heerenveen – Ajax    | 1 – 2   | 28      |
| 29  | zo 11-04-2021 16:45 | RKC Waalwijk – Ajax     | 0 – 1   | 29      |
| 30  | zo 25-04-2021 14:30 | Ajax – AZ               | 2 – 0   | 30      |
| 31  | zo 02-05-2021 14:30 | Ajax – FC Emmen         | 4 – 0   | 31      |
| 32  | zo 09-05-2021 14:30 | Feyenoord – Ajax        | 0 – 3   | 32      |
| 33  | do 13-05-2021 14:30 | Ajax – VVV-Venlo        | 3 – 1   | 33      |
| 34  | zo 16-05-2021 14:30 | Vitesse – Ajax          | 1 – 3   | 34      |

* Vanwege de winterse omstandigheden in het weekend van speelronde 21 werd het duel Ajax - FC Utrecht van 7 februari afgelast door de KNVB. Dit duel is ingehaald op 22 april 2021.
Wedstrijdverslagen
|                                      |                  |               |            |                                                                                     |
| Speelronde 1 13 september 2020 14:30 | Sparta Rotterdam | 0 – 1 (0 – 1) | Ajax       | Stadion: Het Kasteel, Rotterdam Toeschouwers: 3.934 Scheidsrechter: Jochem Kamphuis |
| Speelronde 1 13 september 2020 14:30 |                  | Verslag       | 38' Antony | Stadion: Het Kasteel, Rotterdam Toeschouwers: 3.934 Scheidsrechter: Jochem Kamphuis |
| Speelronde 1 13 september 2020 14:30 |                  |               |            | Stadion: Het Kasteel, Rotterdam Toeschouwers: 3.934 Scheidsrechter: Jochem Kamphuis |
| Speelronde 1 13 september 2020 14:30 |                  |               |            | Stadion: Het Kasteel, Rotterdam Toeschouwers: 3.934 Scheidsrechter: Jochem Kamphuis |
|                                      |                  |               |            |                                                                                     |

|                                      |                                                          |               |              |                                                                                          |
| Speelronde 2 20 september 2020 16:45 | Ajax                                                     | 3 – 0 (2 – 0) | RKC Waalwijk | Stadion: Johan Cruijff ArenA, Amsterdam Toeschouwers: 11.948 Scheidsrechter: Bas Nijhuis |
| Speelronde 2 20 september 2020 16:45 | Dušan Tadić 10' Zakaria Labyad 34' Lisandro Martínez 73' | Verslag       |              | Stadion: Johan Cruijff ArenA, Amsterdam Toeschouwers: 11.948 Scheidsrechter: Bas Nijhuis |
| Speelronde 2 20 september 2020 16:45 |                                                          |               |              | Stadion: Johan Cruijff ArenA, Amsterdam Toeschouwers: 11.948 Scheidsrechter: Bas Nijhuis |
| Speelronde 2 20 september 2020 16:45 |                                                          |               |              | Stadion: Johan Cruijff ArenA, Amsterdam Toeschouwers: 11.948 Scheidsrechter: Bas Nijhuis |
|                                      |                                                          |               |              |                                                                                          |

|                                      |                              |               |                      |                                                                                             |
| Speelronde 3 26 september 2020 21:00 | Ajax                         | 2 – 1 (1 – 0) | Vitesse              | Stadion: Johan Cruijff ArenA, Amsterdam Toeschouwers: 12.176 Scheidsrechter: Pol van Boekel |
| Speelronde 3 26 september 2020 21:00 | Quincy Promes 21' Antony 71' | Verslag       | 56' Riechedly Bazoer | Stadion: Johan Cruijff ArenA, Amsterdam Toeschouwers: 12.176 Scheidsrechter: Pol van Boekel |
| Speelronde 3 26 september 2020 21:00 |                              |               |                      | Stadion: Johan Cruijff ArenA, Amsterdam Toeschouwers: 12.176 Scheidsrechter: Pol van Boekel |
| Speelronde 3 26 september 2020 21:00 |                              |               |                      | Stadion: Johan Cruijff ArenA, Amsterdam Toeschouwers: 12.176 Scheidsrechter: Pol van Boekel |
|                                      |                              |               |                      |                                                                                             |

|                                   |                |               |      | |
| Speelronde 4 4 oktober 2020 12:15 | FC Groningen   | 1 – 0 (0 – 0) | Ajax | Stadion: Hitachi Capital Mobility Stadion, Groningen Toeschouwers: 0 Scheidsrechter: Dennis Higler |
| Speelronde 4 4 oktober 2020 12:15 | Remco Balk 49' | Verslag       |      | Stadion: Hitachi Capital Mobility Stadion, Groningen Toeschouwers: 0 Scheidsrechter: Dennis Higler |
| Speelronde 4 4 oktober 2020 12:15 |                |               |      | Stadion: Hitachi Capital Mobility Stadion, Groningen Toeschouwers: 0 Scheidsrechter: Dennis Higler |
| Speelronde 4 4 oktober 2020 12:15 |                |               |      | Stadion: Hitachi Capital Mobility Stadion, Groningen Toeschouwers: 0 Scheidsrechter: Dennis Higler |
|                                   |                |               |      | |

|                                    |                                                                                   |               |                  |                                                                                       |
| Speelronde 5 18 oktober 2020 14:30 | Ajax                                                                              | 5 – 1 (3 – 0) | sc Heerenveen    | Stadion: Johan Cruijff ArenA, Amsterdam Toeschouwers: 0 Scheidsrechter: Björn Kuipers |
| Speelronde 5 18 oktober 2020 14:30 | Dušan Tadić 4', 28' (pen.) Mohammed Kudus 35' Davy Klaassen 72' (pen.) Antony 87' | Verslag       | 66' Henk Veerman | Stadion: Johan Cruijff ArenA, Amsterdam Toeschouwers: 0 Scheidsrechter: Björn Kuipers |
| Speelronde 5 18 oktober 2020 14:30 |                                                                                   |               |                  | Stadion: Johan Cruijff ArenA, Amsterdam Toeschouwers: 0 Scheidsrechter: Björn Kuipers |
| Speelronde 5 18 oktober 2020 14:30 |                                                                                   |               |                  | Stadion: Johan Cruijff ArenA, Amsterdam Toeschouwers: 0 Scheidsrechter: Björn Kuipers |
|                                    |                                                                                   |               |                  |                                                                                       |

|                                    |           |                | |                                                                                           |
| Speelronde 6 24 oktober 2020 16:30 | VVV-Venlo | 0 – 13 (0 – 4) | Ajax | Stadion: Covebo Stadion - De Koel -, Venlo Toeschouwers: 0 Scheidsrechter: Danny Makkelie |
| Speelronde 6 24 oktober 2020 16:30 |           | Verslag        | 12', 57' Jurgen Ekkelenkamp 17', 32', 54', 65', 87' Lassina Traoré 44' Dušan Tadić 55' Antony 59' Daley Blind 74' (pen.), 76' Klaas-Jan Huntelaar 79' Lisandro Martínez | Stadion: Covebo Stadion - De Koel -, Venlo Toeschouwers: 0 Scheidsrechter: Danny Makkelie |
| Speelronde 6 24 oktober 2020 16:30 |           |                | | Stadion: Covebo Stadion - De Koel -, Venlo Toeschouwers: 0 Scheidsrechter: Danny Makkelie |
| Speelronde 6 24 oktober 2020 16:30 |           |                | | Stadion: Covebo Stadion - De Koel -, Venlo Toeschouwers: 0 Scheidsrechter: Danny Makkelie |
|                                    |           |                | |                                                                                           |

|                                    |                                                                                            |               |                      |                                                                                       |
| Speelronde 7 31 oktober 2020 20:00 | Ajax                                                                                       | 5 – 2 (2 – 1) | Fortuna Sittard      | Stadion: Johan Cruijff ArenA, Amsterdam Toeschouwers: 0 Scheidsrechter: Siemen Mulder |
| Speelronde 7 31 oktober 2020 20:00 | Davy Klaassen 32', 45' Brian Brobbey 74' Dušan Tadić 86' (pen.) Quincy Promes 90+5' (pen.) | Verslag       | 7', 90+6' George Cox | Stadion: Johan Cruijff ArenA, Amsterdam Toeschouwers: 0 Scheidsrechter: Siemen Mulder |
| Speelronde 7 31 oktober 2020 20:00 |                                                                                            |               |                      | Stadion: Johan Cruijff ArenA, Amsterdam Toeschouwers: 0 Scheidsrechter: Siemen Mulder |
| Speelronde 7 31 oktober 2020 20:00 |                                                                                            |               |                      | Stadion: Johan Cruijff ArenA, Amsterdam Toeschouwers: 0 Scheidsrechter: Siemen Mulder |
|                                    |                                                                                            |               |                      |                                                                                       |

|                                    |            |               |                                                              |                                                                                     |
| Speelronde 8 8 november 2020 12:15 | FC Utrecht | 0 – 3 (0 – 0) | Ajax                                                         | Stadion: Stadion Galgenwaard, Utrecht Toeschouwers: 0 Scheidsrechter: Björn Kuipers |
| Speelronde 8 8 november 2020 12:15 |            | Verslag       | 62' Davy Klaassen 71' (pen.) Dušan Tadić 90+1' Quincy Promes | Stadion: Stadion Galgenwaard, Utrecht Toeschouwers: 0 Scheidsrechter: Björn Kuipers |
| Speelronde 8 8 november 2020 12:15 |            |               |                                                              | Stadion: Stadion Galgenwaard, Utrecht Toeschouwers: 0 Scheidsrechter: Björn Kuipers |
| Speelronde 8 8 november 2020 12:15 |            |               |                                                              | Stadion: Stadion Galgenwaard, Utrecht Toeschouwers: 0 Scheidsrechter: Björn Kuipers |
|                                    |            |               |                                                              |                                                                                     |

|                                     |                                                                           |               |                 |                                                                                         |
| Speelronde 9 22 november 2020 12:15 | Ajax                                                                      | 5 – 0 (3 – 0) | Heracles Almelo | Stadion: Johan Cruijff ArenA, Amsterdam Toeschouwers: 0 Scheidsrechter: Jeroen Manschot |
| Speelronde 9 22 november 2020 12:15 | Lassina Traoré 6' David Neres 29' Zakaria Labyad 36', 77' Dušan Tadić 57' | Verslag       |                 | Stadion: Johan Cruijff ArenA, Amsterdam Toeschouwers: 0 Scheidsrechter: Jeroen Manschot |
| Speelronde 9 22 november 2020 12:15 |                                                                           |               |                 | Stadion: Johan Cruijff ArenA, Amsterdam Toeschouwers: 0 Scheidsrechter: Jeroen Manschot |
| Speelronde 9 22 november 2020 12:15 |                                                                           |               |                 | Stadion: Johan Cruijff ArenA, Amsterdam Toeschouwers: 0 Scheidsrechter: Jeroen Manschot |
|                                     |                                                                           |               |                 |                                                                                         |

|                                      |          |               |                                                                                                  |                                                                                   |
| Speelronde 10 28 november 2020 18:45 | FC Emmen | 0 – 5 (0 – 3) | Ajax                                                                                             | Stadion: De Oude Meerdijk, Emmen Toeschouwers: 0 Scheidsrechter: Serdar Gözübüyük |
| Speelronde 10 28 november 2020 18:45 |          | Verslag       | 20' Davy Klaassen 29' Zakaria Labyad 38' Lassina Traoré 69' Jurgen Ekkelenkamp 82' Quincy Promes | Stadion: De Oude Meerdijk, Emmen Toeschouwers: 0 Scheidsrechter: Serdar Gözübüyük |
| Speelronde 10 28 november 2020 18:45 |          |               |                                                                                                  | Stadion: De Oude Meerdijk, Emmen Toeschouwers: 0 Scheidsrechter: Serdar Gözübüyük |
| Speelronde 10 28 november 2020 18:45 |          |               |                                                                                                  | Stadion: De Oude Meerdijk, Emmen Toeschouwers: 0 Scheidsrechter: Serdar Gözübüyük |
|                                      |          |               |                                                                                                  |                                                                                   |

|                                     |                        |               |                        |                                                                                         |
| Speelronde 11 5 december 2020 20:00 | Ajax                   | 1 – 2 (0 – 1) | FC Twente              | Stadion: Johan Cruijff ArenA, Amsterdam Toeschouwers: 0 Scheidsrechter: Allard Lindhout |
| Speelronde 11 5 december 2020 20:00 | Dušan Tadić 59' (pen.) | Verslag       | 22', 84' Queensy Menig | Stadion: Johan Cruijff ArenA, Amsterdam Toeschouwers: 0 Scheidsrechter: Allard Lindhout |
| Speelronde 11 5 december 2020 20:00 |                        |               |                        | Stadion: Johan Cruijff ArenA, Amsterdam Toeschouwers: 0 Scheidsrechter: Allard Lindhout |
| Speelronde 11 5 december 2020 20:00 |                        |               |                        | Stadion: Johan Cruijff ArenA, Amsterdam Toeschouwers: 0 Scheidsrechter: Allard Lindhout |
|                                     |                        |               |                        |                                                                                         |

|                                      |                                                                            |               |            |                                                                                        |
| Speelronde 12 12 december 2020 20:00 | Ajax                                                                       | 4 – 0 (3 – 0) | PEC Zwolle | Stadion: Johan Cruijff ArenA, Amsterdam Toeschouwers: 0 Scheidsrechter: Pol van Boekel |
| Speelronde 12 12 december 2020 20:00 | Klaas-Jan Huntelaar 7' Quincy Promes 11' Antony 35' Ryan Gravenberch 90+2' | Verslag       |            | Stadion: Johan Cruijff ArenA, Amsterdam Toeschouwers: 0 Scheidsrechter: Pol van Boekel |
| Speelronde 12 12 december 2020 20:00 |                                                                            |               |            | Stadion: Johan Cruijff ArenA, Amsterdam Toeschouwers: 0 Scheidsrechter: Pol van Boekel |
| Speelronde 12 12 december 2020 20:00 |                                                                            |               |            | Stadion: Johan Cruijff ArenA, Amsterdam Toeschouwers: 0 Scheidsrechter: Pol van Boekel |
|                                      |                                                                            |               |            |                                                                                        |

|                                      |                                     |               |                                                                 |                                                                                   |
| Speelronde 13 20 december 2020 14:30 | ADO Den Haag                        | 2 – 4 (0 – 4) | Ajax                                                            | Stadion: Cars Jeans Stadion, Den Haag Toeschouwers: 0 Scheidsrechter: Bas Nijhuis |
| Speelronde 13 20 december 2020 14:30 | Michiel Kramer 49' Samy Bourard 70' | Verslag       | 20' Dušan Tadić 22', 32' Klaas-Jan Huntelaar 30' Zakaria Labyad | Stadion: Cars Jeans Stadion, Den Haag Toeschouwers: 0 Scheidsrechter: Bas Nijhuis |
| Speelronde 13 20 december 2020 14:30 |                                     |               |                                                                 | Stadion: Cars Jeans Stadion, Den Haag Toeschouwers: 0 Scheidsrechter: Bas Nijhuis |
| Speelronde 13 20 december 2020 14:30 |                                     |               |                                                                 | Stadion: Cars Jeans Stadion, Den Haag Toeschouwers: 0 Scheidsrechter: Bas Nijhuis |
|                                      |                                     |               |                                                                 |                                                                                   |

|                                      |                         |               |           |                                                                                            |
| Speelronde 14 23 december 2020 18:45 | Willem II               | 1 – 1 (0 – 1) | Ajax      | Stadion: Koning Willem II Stadion, Tilburg Toeschouwers: 0 Scheidsrechter: Jeroen Manschot |
| Speelronde 14 23 december 2020 18:45 | Kwasi Okyere Wriedt 54' | Verslag       | 4' Antony | Stadion: Koning Willem II Stadion, Tilburg Toeschouwers: 0 Scheidsrechter: Jeroen Manschot |
| Speelronde 14 23 december 2020 18:45 |                         |               |           | Stadion: Koning Willem II Stadion, Tilburg Toeschouwers: 0 Scheidsrechter: Jeroen Manschot |
| Speelronde 14 23 december 2020 18:45 |                         |               |           | Stadion: Koning Willem II Stadion, Tilburg Toeschouwers: 0 Scheidsrechter: Jeroen Manschot |
|                                      |                         |               |           |                                                                                            |

|                                     |                              |               |                     |                                                                                       |
| Speelronde 15 10 januari 2021 16:45 | Ajax                         | 2 – 2 (1 – 2) | PSV                 | Stadion: Johan Cruijff ArenA, Amsterdam Toeschouwers: 0 Scheidsrechter: Björn Kuipers |
| Speelronde 15 10 januari 2021 16:45 | Quincy Promes 40' Antony 65' | Verslag       | 2', 21' Eran Zahavi | Stadion: Johan Cruijff ArenA, Amsterdam Toeschouwers: 0 Scheidsrechter: Björn Kuipers |
| Speelronde 15 10 januari 2021 16:45 |                              |               |                     | Stadion: Johan Cruijff ArenA, Amsterdam Toeschouwers: 0 Scheidsrechter: Björn Kuipers |
| Speelronde 15 10 januari 2021 16:45 |                              |               |                     | Stadion: Johan Cruijff ArenA, Amsterdam Toeschouwers: 0 Scheidsrechter: Björn Kuipers |
|                                     |                              |               |                     |                                                                                       |

|                                     |                       |               |                                                    |                                                                                    |
| Speelronde 16 14 januari 2021 20:00 | FC Twente             | 1 – 3 (0 – 1) | Ajax                                               | Stadion: De Grolsch Veste, Enschede Toeschouwers: 0 Scheidsrechter: Pol van Boekel |
| Speelronde 16 14 januari 2021 20:00 | Julio Pleguezuelo 84' | Verslag       | 7' Sébastien Haller 90', 90+1' Klaas-Jan Huntelaar | Stadion: De Grolsch Veste, Enschede Toeschouwers: 0 Scheidsrechter: Pol van Boekel |
| Speelronde 16 14 januari 2021 20:00 |                       |               |                                                    | Stadion: De Grolsch Veste, Enschede Toeschouwers: 0 Scheidsrechter: Pol van Boekel |
| Speelronde 16 14 januari 2021 20:00 |                       |               |                                                    | Stadion: De Grolsch Veste, Enschede Toeschouwers: 0 Scheidsrechter: Pol van Boekel |
|                                     |                       |               |                                                    |                                                                                    |

|                                     |                      |               |           |                                                                                        |
| Speelronde 17 17 januari 2021 16:45 | Ajax                 | 1 – 0 (1 – 0) | Feyenoord | Stadion: Johan Cruijff ArenA, Amsterdam Toeschouwers: 0 Scheidsrechter: Danny Makkelie |
| Speelronde 17 17 januari 2021 16:45 | Ryan Gravenberch 22' | Verslag       |           | Stadion: Johan Cruijff ArenA, Amsterdam Toeschouwers: 0 Scheidsrechter: Danny Makkelie |
| Speelronde 17 17 januari 2021 16:45 |                      |               |           | Stadion: Johan Cruijff ArenA, Amsterdam Toeschouwers: 0 Scheidsrechter: Danny Makkelie |
| Speelronde 17 17 januari 2021 16:45 |                      |               |           | Stadion: Johan Cruijff ArenA, Amsterdam Toeschouwers: 0 Scheidsrechter: Danny Makkelie |
|                                     |                      |               |           |                                                                                        |

|                                     |                    |               |                                                  |                                                                                         |
| Speelronde 18 24 januari 2021 12:15 | Fortuna Sittard    | 1 – 2 (0 – 1) | Ajax                                             | Stadion: Fortuna Sittard Stadion, Sittard Toeschouwers: 0 Scheidsrechter: Dennis Higler |
| Speelronde 18 24 januari 2021 12:15 | Mickaël Tirpan 48' | Verslag       | 19' (e.d.) Sebastian Polter 64' Sébastien Haller | Stadion: Fortuna Sittard Stadion, Sittard Toeschouwers: 0 Scheidsrechter: Dennis Higler |
| Speelronde 18 24 januari 2021 12:15 |                    |               |                                                  | Stadion: Fortuna Sittard Stadion, Sittard Toeschouwers: 0 Scheidsrechter: Dennis Higler |
| Speelronde 18 24 januari 2021 12:15 |                    |               |                                                  | Stadion: Fortuna Sittard Stadion, Sittard Toeschouwers: 0 Scheidsrechter: Dennis Higler |
|                                     |                    |               |                                                  |                                                                                         |

|                                     |                                                     |               |                       |                                                                                       |
| Speelronde 19 28 januari 2021 21:00 | Ajax                                                | 3 – 1 (0 – 0) | Willem II             | Stadion: Johan Cruijff ArenA, Amsterdam Toeschouwers: 0 Scheidsrechter: Siemen Mulder |
| Speelronde 19 28 januari 2021 21:00 | Davy Klaassen 51' Brian Brobbey 83' Dušan Tadić 87' | Verslag       | 62' Vangelis Pavlidis | Stadion: Johan Cruijff ArenA, Amsterdam Toeschouwers: 0 Scheidsrechter: Siemen Mulder |
| Speelronde 19 28 januari 2021 21:00 |                                                     |               |                       | Stadion: Johan Cruijff ArenA, Amsterdam Toeschouwers: 0 Scheidsrechter: Siemen Mulder |
| Speelronde 19 28 januari 2021 21:00 |                                                     |               |                       | Stadion: Johan Cruijff ArenA, Amsterdam Toeschouwers: 0 Scheidsrechter: Siemen Mulder |
|                                     |                                                     |               |                       |                                                                                       |

|                                     |    |               |                                                |                                                                            |
| Speelronde 20 31 januari 2021 16:45 | AZ | 0 – 3 (0 – 1) | Ajax                                           | Stadion: AFAS Stadion, Alkmaar Toeschouwers: 0 Scheidsrechter: Bas Nijhuis |
| Speelronde 20 31 januari 2021 16:45 |    | Verslag       | 14' Antony 60' Davy Klaassen 90+4' David Neres | Stadion: AFAS Stadion, Alkmaar Toeschouwers: 0 Scheidsrechter: Bas Nijhuis |
| Speelronde 20 31 januari 2021 16:45 |    |               |                                                | Stadion: AFAS Stadion, Alkmaar Toeschouwers: 0 Scheidsrechter: Bas Nijhuis |
| Speelronde 20 31 januari 2021 16:45 |    |               |                                                | Stadion: AFAS Stadion, Alkmaar Toeschouwers: 0 Scheidsrechter: Bas Nijhuis |
|                                     |    |               |                                                |                                                                            |

|                                   |                   |               |                            |                                                                                         |
| Speelronde 21 22 april 2021 18:45 | Ajax              | 1 – 1 (0 – 1) | FC Utrecht                 | Stadion: Johan Cruijff ArenA, Amsterdam Toeschouwers: 0 Scheidsrechter: Allard Lindhout |
| Speelronde 21 22 april 2021 18:45 | Edson Álvarez 70' | Verslag       | 13' (pen.) Simon Gustafson | Stadion: Johan Cruijff ArenA, Amsterdam Toeschouwers: 0 Scheidsrechter: Allard Lindhout |
| Speelronde 21 22 april 2021 18:45 |                   |               |                            | Stadion: Johan Cruijff ArenA, Amsterdam Toeschouwers: 0 Scheidsrechter: Allard Lindhout |
| Speelronde 21 22 april 2021 18:45 |                   |               |                            | Stadion: Johan Cruijff ArenA, Amsterdam Toeschouwers: 0 Scheidsrechter: Allard Lindhout |
|                                   |                   |               |                            |                                                                                         |

|                                      |                 |               |                                        |                                                                        |
| Speelronde 22 13 februari 2021 18:45 | Heracles Almelo | 0 – 2 (0 – 1) | Ajax                                   | Stadion: Erve Asito, Almelo Toeschouwers: 0 Scheidsrechter: Kevin Blom |
| Speelronde 22 13 februari 2021 18:45 |                 | Verslag       | 15' Davy Klaassen 79' Sébastien Haller | Stadion: Erve Asito, Almelo Toeschouwers: 0 Scheidsrechter: Kevin Blom |
| Speelronde 22 13 februari 2021 18:45 |                 |               |                                        | Stadion: Erve Asito, Almelo Toeschouwers: 0 Scheidsrechter: Kevin Blom |
| Speelronde 22 13 februari 2021 18:45 |                 |               |                                        | Stadion: Erve Asito, Almelo Toeschouwers: 0 Scheidsrechter: Kevin Blom |
|                                      |                 |               |                                        |                                                                        |

|                                      |                                                                 |               |                                |                                                                                         |
| Speelronde 23 21 februari 2021 20:00 | Ajax                                                            | 4 – 2 (3 – 0) | Sparta Rotterdam               | Stadion: Johan Cruijff ArenA, Amsterdam Toeschouwers: 0 Scheidsrechter: Jeroen Manschot |
| Speelronde 23 21 februari 2021 20:00 | Sébastien Haller 14', 37' Perr Schuurs 45+4' Mohammed Kudus 50' | Verslag       | 53', 90+1' Danzell Gravenberch | Stadion: Johan Cruijff ArenA, Amsterdam Toeschouwers: 0 Scheidsrechter: Jeroen Manschot |
| Speelronde 23 21 februari 2021 20:00 |                                                                 |               |                                | Stadion: Johan Cruijff ArenA, Amsterdam Toeschouwers: 0 Scheidsrechter: Jeroen Manschot |
| Speelronde 23 21 februari 2021 20:00 |                                                                 |               |                                | Stadion: Johan Cruijff ArenA, Amsterdam Toeschouwers: 0 Scheidsrechter: Jeroen Manschot |
|                                      |                                                                 |               |                                |                                                                                         |

|                                      |                 |               |                          |                                                                                    |
| Speelronde 24 28 februari 2021 14:30 | PSV             | 1 – 1 (1 – 0) | Ajax                     | Stadion: Philips Stadion, Eindhoven Toeschouwers: 0 Scheidsrechter: Danny Makkelie |
| Speelronde 24 28 februari 2021 14:30 | Eran Zahavi 39' | Verslag       | 90+2' (pen.) Dušan Tadić | Stadion: Philips Stadion, Eindhoven Toeschouwers: 0 Scheidsrechter: Danny Makkelie |
| Speelronde 24 28 februari 2021 14:30 |                 |               |                          | Stadion: Philips Stadion, Eindhoven Toeschouwers: 0 Scheidsrechter: Danny Makkelie |
| Speelronde 24 28 februari 2021 14:30 |                 |               |                          | Stadion: Philips Stadion, Eindhoven Toeschouwers: 0 Scheidsrechter: Danny Makkelie |
|                                      |                 |               |                          |                                                                                    |

|                                  |                                                                 |               |                        |                                                                                       |
| Speelronde 25 7 maart 2021 12:15 | Ajax                                                            | 3 – 1 (1 – 0) | FC Groningen           | Stadion: Johan Cruijff ArenA, Amsterdam Toeschouwers: 0 Scheidsrechter: Dennis Higler |
| Speelronde 25 7 maart 2021 12:15 | Ryan Gravenberch 5' Sébastien Haller 54' Dušan Tadić 77' (pen.) | Verslag       | 84' Ahmed El Messaoudi | Stadion: Johan Cruijff ArenA, Amsterdam Toeschouwers: 0 Scheidsrechter: Dennis Higler |
| Speelronde 25 7 maart 2021 12:15 |                                                                 |               |                        | Stadion: Johan Cruijff ArenA, Amsterdam Toeschouwers: 0 Scheidsrechter: Dennis Higler |
| Speelronde 25 7 maart 2021 12:15 |                                                                 |               |                        | Stadion: Johan Cruijff ArenA, Amsterdam Toeschouwers: 0 Scheidsrechter: Dennis Higler |
|                                  |                                                                 |               |                        |                                                                                       |

|                                   |            |               |                                        |                                                                                  |
| Speelronde 26 14 maart 2021 16:45 | PEC Zwolle | 0 – 2 (0 – 2) | Ajax                                   | Stadion: MAC³PARK stadion, Zwolle Toeschouwers: 0 Scheidsrechter: Pol van Boekel |
| Speelronde 26 14 maart 2021 16:45 |            | Verslag       | 28' David Neres 38' Nicolás Tagliafico | Stadion: MAC³PARK stadion, Zwolle Toeschouwers: 0 Scheidsrechter: Pol van Boekel |
| Speelronde 26 14 maart 2021 16:45 |            |               |                                        | Stadion: MAC³PARK stadion, Zwolle Toeschouwers: 0 Scheidsrechter: Pol van Boekel |
| Speelronde 26 14 maart 2021 16:45 |            |               |                                        | Stadion: MAC³PARK stadion, Zwolle Toeschouwers: 0 Scheidsrechter: Pol van Boekel |
|                                   |            |               |                                        |                                                                                  |

|                                   |                                                                                         |               |              |                                                                                         |
| Speelronde 27 21 maart 2021 20:00 | Ajax                                                                                    | 5 – 0 (4 – 0) | ADO Den Haag | Stadion: Johan Cruijff ArenA, Amsterdam Toeschouwers: 0 Scheidsrechter: Allard Lindhout |
| Speelronde 27 21 maart 2021 20:00 | Devyne Rensch 11' Brian Brobbey 21' Edson Álvarez 32' Dušan Tadić 44' Davy Klaassen 50' | Verslag       |              | Stadion: Johan Cruijff ArenA, Amsterdam Toeschouwers: 0 Scheidsrechter: Allard Lindhout |
| Speelronde 27 21 maart 2021 20:00 |                                                                                         |               |              | Stadion: Johan Cruijff ArenA, Amsterdam Toeschouwers: 0 Scheidsrechter: Allard Lindhout |
| Speelronde 27 21 maart 2021 20:00 |                                                                                         |               |              | Stadion: Johan Cruijff ArenA, Amsterdam Toeschouwers: 0 Scheidsrechter: Allard Lindhout |
|                                   |                                                                                         |               |              |                                                                                         |

|                                  |                         |               |                                             |                                                                                          |
| Speelronde 28 4 april 2021 16:45 | sc Heerenveen           | 1 – 2 (1 – 1) | Ajax                                        | Stadion: Abe Lenstra Stadion, Heerenveen Toeschouwers: 0 Scheidsrechter: Jochem Kamphuis |
| Speelronde 28 4 april 2021 16:45 | Mitchell van Bergen 27' | Verslag       | 36' (pen.) Dušan Tadić 61' Sébastien Haller | Stadion: Abe Lenstra Stadion, Heerenveen Toeschouwers: 0 Scheidsrechter: Jochem Kamphuis |
| Speelronde 28 4 april 2021 16:45 |                         |               |                                             | Stadion: Abe Lenstra Stadion, Heerenveen Toeschouwers: 0 Scheidsrechter: Jochem Kamphuis |
| Speelronde 28 4 april 2021 16:45 |                         |               |                                             | Stadion: Abe Lenstra Stadion, Heerenveen Toeschouwers: 0 Scheidsrechter: Jochem Kamphuis |
|                                  |                         |               |                                             |                                                                                          |

|                                   |              |               |                      |                                                                                    |
| Speelronde 29 11 april 2021 16:45 | RKC Waalwijk | 0 – 1 (0 – 1) | Ajax                 | Stadion: Mandemakers Stadion, Waalwijk Toeschouwers: 0 Scheidsrechter: Bas Nijhuis |
| Speelronde 29 11 april 2021 16:45 |              | Verslag       | 14' Sébastien Haller | Stadion: Mandemakers Stadion, Waalwijk Toeschouwers: 0 Scheidsrechter: Bas Nijhuis |
| Speelronde 29 11 april 2021 16:45 |              |               |                      | Stadion: Mandemakers Stadion, Waalwijk Toeschouwers: 0 Scheidsrechter: Bas Nijhuis |
| Speelronde 29 11 april 2021 16:45 |              |               |                      | Stadion: Mandemakers Stadion, Waalwijk Toeschouwers: 0 Scheidsrechter: Bas Nijhuis |
|                                   |              |               |                      |                                                                                    |

|                                   |                        |               |    |                                                                                            |
| Speelronde 30 25 april 2021 14:30 | Ajax                   | 2 – 0 (0 – 0) | AZ | Stadion: Johan Cruijff ArenA, Amsterdam Toeschouwers: 7.500 Scheidsrechter: Pol van Boekel |
| Speelronde 30 25 april 2021 14:30 | Davy Klaassen 66', 90' | Verslag       |    | Stadion: Johan Cruijff ArenA, Amsterdam Toeschouwers: 7.500 Scheidsrechter: Pol van Boekel |
| Speelronde 30 25 april 2021 14:30 |                        |               |    | Stadion: Johan Cruijff ArenA, Amsterdam Toeschouwers: 7.500 Scheidsrechter: Pol van Boekel |
| Speelronde 30 25 april 2021 14:30 |                        |               |    | Stadion: Johan Cruijff ArenA, Amsterdam Toeschouwers: 7.500 Scheidsrechter: Pol van Boekel |
|                                   |                        |               |    |                                                                                            |

|                                |                                                                             |               |          |                                                                                    |
| Speelronde 31 2 mei 2021 14:30 | Ajax                                                                        | 4 – 0 (1 – 0) | FC Emmen | Stadion: Johan Cruijff ArenA, Amsterdam Toeschouwers: 0 Scheidsrechter: Kevin Blom |
| Speelronde 31 2 mei 2021 14:30 | Jurriën Timber 10' Sébastien Haller 61' Devyne Rensch 66' Davy Klaassen 74' | Verslag       |          | Stadion: Johan Cruijff ArenA, Amsterdam Toeschouwers: 0 Scheidsrechter: Kevin Blom |
| Speelronde 31 2 mei 2021 14:30 |                                                                             |               |          | Stadion: Johan Cruijff ArenA, Amsterdam Toeschouwers: 0 Scheidsrechter: Kevin Blom |
| Speelronde 31 2 mei 2021 14:30 |                                                                             |               |          | Stadion: Johan Cruijff ArenA, Amsterdam Toeschouwers: 0 Scheidsrechter: Kevin Blom |
|                                |                                                                             |               |          |                                                                                    |

|                                |           |               |                                                                        |                                                                            |
| Speelronde 32 9 mei 2021 14:30 | Feyenoord | 0 – 3 (0 – 1) | Ajax                                                                   | Stadion: De Kuip, Rotterdam Toeschouwers: 0 Scheidsrechter: Danny Makkelie |
| Speelronde 32 9 mei 2021 14:30 |           | Verslag       | 21' (e.d.) Marcos Senesi 67' (e.d.) Ridgeciano Haps 79' Mohammed Kudus | Stadion: De Kuip, Rotterdam Toeschouwers: 0 Scheidsrechter: Danny Makkelie |
| Speelronde 32 9 mei 2021 14:30 |           |               |                                                                        | Stadion: De Kuip, Rotterdam Toeschouwers: 0 Scheidsrechter: Danny Makkelie |
| Speelronde 32 9 mei 2021 14:30 |           |               |                                                                        | Stadion: De Kuip, Rotterdam Toeschouwers: 0 Scheidsrechter: Danny Makkelie |
|                                |           |               |                                                                        |                                                                            |

|                                 |                                                           |               |                         |                                                                                       |
| Speelronde 33 13 mei 2021 14:30 | Ajax                                                      | 3 – 1 (1 – 0) | VVV-Venlo               | Stadion: Johan Cruijff ArenA, Amsterdam Toeschouwers: 0 Scheidsrechter: Dennis Higler |
| Speelronde 33 13 mei 2021 14:30 | Devyne Rensch 10' Sébastien Haller 57' Mohammed Kudus 77' | Verslag       | 76' Giorgos Giakoumakis | Stadion: Johan Cruijff ArenA, Amsterdam Toeschouwers: 0 Scheidsrechter: Dennis Higler |
| Speelronde 33 13 mei 2021 14:30 |                                                           |               |                         | Stadion: Johan Cruijff ArenA, Amsterdam Toeschouwers: 0 Scheidsrechter: Dennis Higler |
| Speelronde 33 13 mei 2021 14:30 |                                                           |               |                         | Stadion: Johan Cruijff ArenA, Amsterdam Toeschouwers: 0 Scheidsrechter: Dennis Higler |
|                                 |                                                           |               |                         |                                                                                       |

|                                 |                 |               |                                                       |                                                                             |
| Speelronde 34 16 mei 2021 14:30 | Vitesse         | 1 – 2 (1 – 3) | Ajax                                                  | Stadion: GelreDome, Arnhem Toeschouwers: 0 Scheidsrechter: Serdar Gözübüyük |
| Speelronde 34 16 mei 2021 14:30 | Loïs Openda 44' |               | 12' Sébastien Haller 43' Antony 76' Lisandro Martínez | Stadion: GelreDome, Arnhem Toeschouwers: 0 Scheidsrechter: Serdar Gözübüyük |
| Speelronde 34 16 mei 2021 14:30 |                 |               |                                                       | Stadion: GelreDome, Arnhem Toeschouwers: 0 Scheidsrechter: Serdar Gözübüyük |
| Speelronde 34 16 mei 2021 14:30 |                 |               |                                                       | Stadion: GelreDome, Arnhem Toeschouwers: 0 Scheidsrechter: Serdar Gözübüyük |
|                                 |                 |               |                                                       |                                                                             |

### KNVB Beker
Wedstrijden
| Ronde          | Datum               | Wedstrijd            | Uitslag     | Verslag     |
| -------------- | ------------------- | -------------------- | ----------- | ----------- |
| Eerste ronde   | Vrijgesteld         | Vrijgesteld          | Vrijgesteld | Vrijgesteld |
| Tweede ronde   | wo 16-12-2020 21:00 | Ajax – FC Utrecht    | 5 – 4       | 1           |
| Achtste finale | wo 20-01-2021 21:00 | AZ – Ajax            | 0 – 1       | 2           |
| Kwartfinale    | wo 10-02-2021 20:00 | Ajax – PSV           | 2 – 1       | 3           |
| Halve finale   | wo 03-03-2021 21:00 | sc Heerenveen – Ajax | 0 – 3       | 4           |
| Finale         | zo 18-04-2021 18:00 | Ajax – Vitesse       | 2 – 1       | 5           |

Wedstrijdverslagen
|                                     |                                                                         |               |                                                               |                                                                                       |
| Tweede ronde 16 december 2020 21:00 | Ajax                                                                    | 5 – 4 (2 – 1) | FC Utrecht                                                    | Stadion: Johan Cruijff ArenA, Amsterdam Toeschouwers: 0 Scheidsrechter: Dennis Higler |
| Tweede ronde 16 december 2020 21:00 | Dušan Tadić 8', 89' Zakaria Labyad 45+1', 81' Tommy St. Jago 54' (e.d.) | Verslag       | 2', 47' Mimoun Mahi 56' Sander van de Streek 70' Moussa Sylla | Stadion: Johan Cruijff ArenA, Amsterdam Toeschouwers: 0 Scheidsrechter: Dennis Higler |
| Tweede ronde 16 december 2020 21:00 |                                                                         |               |                                                               | Stadion: Johan Cruijff ArenA, Amsterdam Toeschouwers: 0 Scheidsrechter: Dennis Higler |
| Tweede ronde 16 december 2020 21:00 |                                                                         |               |                                                               | Stadion: Johan Cruijff ArenA, Amsterdam Toeschouwers: 0 Scheidsrechter: Dennis Higler |
|                                     |                                                                         |               |                                                               |                                                                                       |

|                                      |    |               |                    |                                                                                |
| Achtste finale 20 januari 2021 21:00 | AZ | 0 – 1 (0 – 1) | Ajax               | Stadion: AFAS Stadion, Alkmaar Toeschouwers: 0 Scheidsrechter: Jochem Kamphuis |
| Achtste finale 20 januari 2021 21:00 |    | Verslag       | 34' Zakaria Labyad | Stadion: AFAS Stadion, Alkmaar Toeschouwers: 0 Scheidsrechter: Jochem Kamphuis |
| Achtste finale 20 januari 2021 21:00 |    |               |                    | Stadion: AFAS Stadion, Alkmaar Toeschouwers: 0 Scheidsrechter: Jochem Kamphuis |
| Achtste finale 20 januari 2021 21:00 |    |               |                    | Stadion: AFAS Stadion, Alkmaar Toeschouwers: 0 Scheidsrechter: Jochem Kamphuis |
|                                      |    |               |                    |                                                                                |

|                                    |                           |               |                           |                                                                                          |
| Kwartfinale 10 februari 2021 20:00 | Ajax                      | 2 – 1 (2 – 0) | PSV                       | Stadion: Johan Cruijff ArenA, Amsterdam Toeschouwers: 0 Scheidsrechter: Serdar Gözübüyük |
| Kwartfinale 10 februari 2021 20:00 | Sébastien Haller 19', 24' | Verslag       | 58' (e.d.) Jurriën Timber | Stadion: Johan Cruijff ArenA, Amsterdam Toeschouwers: 0 Scheidsrechter: Serdar Gözübüyük |
| Kwartfinale 10 februari 2021 20:00 |                           |               |                           | Stadion: Johan Cruijff ArenA, Amsterdam Toeschouwers: 0 Scheidsrechter: Serdar Gözübüyük |
| Kwartfinale 10 februari 2021 20:00 |                           |               |                           | Stadion: Johan Cruijff ArenA, Amsterdam Toeschouwers: 0 Scheidsrechter: Serdar Gözübüyük |
|                                    |                           |               |                           |                                                                                          |

|                                 |               |               |                                                          |                                                                                      |
| Halve finale 3 maart 2021 21:00 | sc Heerenveen | 0 – 3 (0 – 1) | Ajax                                                     | Stadion: Abe Lenstra Stadion, Heerenveen Toeschouwers: 0 Scheidsrechter: Bas Nijhuis |
| Halve finale 3 maart 2021 21:00 |               | Verslag       | 19' Davy Klaassen 63' (pen.) Dušan Tadić 77' David Neres | Stadion: Abe Lenstra Stadion, Heerenveen Toeschouwers: 0 Scheidsrechter: Bas Nijhuis |
| Halve finale 3 maart 2021 21:00 |               |               |                                                          | Stadion: Abe Lenstra Stadion, Heerenveen Toeschouwers: 0 Scheidsrechter: Bas Nijhuis |
| Halve finale 3 maart 2021 21:00 |               |               |                                                          | Stadion: Abe Lenstra Stadion, Heerenveen Toeschouwers: 0 Scheidsrechter: Bas Nijhuis |
|                                 |               |               |                                                          |                                                                                      |

|                            |                                        |               |                 |                                                                           |
| Finale 18 april 2021 18:00 | Ajax                                   | 2 – 1 (1 – 1) | Vitesse         | Stadion: De Kuip, Rotterdam Toeschouwers: 0 Scheidsrechter: Björn Kuipers |
| Finale 18 april 2021 18:00 | Ryan Gravenberch 23' David Neres 90+1' | Verslag       | 30' Loïs Openda | Stadion: De Kuip, Rotterdam Toeschouwers: 0 Scheidsrechter: Björn Kuipers |
| Finale 18 april 2021 18:00 |                                        |               |                 | Stadion: De Kuip, Rotterdam Toeschouwers: 0 Scheidsrechter: Björn Kuipers |
| Finale 18 april 2021 18:00 |                                        |               |                 | Stadion: De Kuip, Rotterdam Toeschouwers: 0 Scheidsrechter: Björn Kuipers |
|                            |                                        |               |                 |                                                                           |

## Transfers

### Inkomende transfers
| Nat.               | Speler               | Positie       | Vorige club          | Land                | Transferperiode | Transfersom       | Contract tot | Opmerkingen                    |
| ------------------ | -------------------- | ------------- | -------------------- | ------------------- | --------------- | ----------------- | ------------ | ------------------------------ |
| /                  | Sébastien Haller     | Aanvaller     | West Ham United FC   | Vlag van Engeland   | Winter          | € 22.500.000      | 30 juni 2025 | Duurste Eredivisie speler ooit |
| Vlag van Brazilië  | Antony               | Vleugelspeler | São Paulo FC         | Vlag van Brazilië   | Zomer           | € 15.750.000      | 30 juni 2025 |                                |
| Vlag van Nederland | Davy Klaassen        | Middenvelder  | Werder Bremen        | Vlag van Duitsland  | Zomer           | € 11.000.000      | 30 juni 2024 |                                |
| Vlag van Ghana     | Mohammed Kudus       | Aanvaller     | FC Nordsjælland      | Vlag van Denemarken | Zomer           | € 9.000.000       | 30 juni 2025 |                                |
| Vlag van Nederland | Sean Klaiber         | Verdediger    | FC Utrecht           | Vlag van Nederland  | Zomer           | € 5.000.000       | 30 juni 2024 |                                |
| Vlag van Nederland | Maarten Stekelenburg | Doelman       | Everton FC           | Vlag van Engeland   | Zomer           | Transvervrij      | 30 juni 2021 |                                |
| Vlag van Roemenië  | Răzvan Marin         | Middenvelder  | Cagliari Calcio      | Vlag van Italië     | Zomer           | Terug van verhuur | 30 juni 2024 |                                |
| /                  | Oussama Idrissi      | Aanvaller     | Sevilla FC           | Vlag van Spanje     | Winter          | Gehuurd           | 30 juni 2021 |                                |
| Vlag van Nederland | Noa Lang             | Vleugelspeler | FC Twente            | Vlag van Nederland  | Zomer           | Terug van verhuur | 30 juni 2021 |                                |
| Vlag van Nederland | Carel Eiting         | Middenvelder  | Huddersfield Town FC | Vlag van Engeland   | Zomer           | Terug van verhuur | 30 juni 2022 |                                |
| /                  | Lisandro Magallán    | Verdediger    | Deportivo Alavés     | Vlag van Spanje     | Zomer           | Terug van verhuur | 30 juni 2023 |                                |

### Uitgaande transfers
| Nat.                      | Speler              | Positie       | Toekomstige club          | Land               | Transferperiode | Transfersom             | Contract tot | Opmerkingen |
| ------------------------- | ------------------- | ------------- | ------------------------- | ------------------ | --------------- | ----------------------- | ------------ | ----------- |
| /                         | Hakim Ziyech        | Vleugelspeler | Chelsea FC                | Vlag van Engeland  | Zomer           | 40.000.000              | 30 juni 2025 |             |
| Vlag van Nederland        | Donny van de Beek   | Middenvelder  | Manchester United FC      | Vlag van Engeland  | Zomer           | 39.000.000              | 30 juni 2025 |             |
| Vlag van Verenigde Staten | Sergiño Dest        | Verdediger    | FC Barcelona              | Vlag van Spanje    | Zomer           | 21.000.000              | 30 juni 2025 |             |
| /                         | Quincy Promes       | Vleugelspeler | Spartak Moskou            | Vlag van Rusland   | Winter          | 8.500.000               | 30 juni 2024 |             |
| Vlag van Nederland        | Joël Veltman        | Verdediger    | Brighton & Hove Albion FC | Vlag van Engeland  | Zomer           | 1.000.000               | 30 juni 2023 |             |
| Vlag van Nederland        | Klaas-Jan Huntelaar | Aanvaller     | FC Schalke 04             | Vlag van Duitsland | Winter          | Transfervrij            | 30 juni 2021 |             |
| Vlag van Roemenië         | Răzvan Marin        | Middenvelder  | Cagliari Calcio           | Vlag van Italië    | Zomer           | 10.000.000              | 30 juni 2021 |             |
| /                         | Lisandro Magallán   | Verdediger    | FC Crotone                | Vlag van Italië    | Zomer           | Verhuurd                | 30 juni 2021 |             |
| Vlag van Nederland        | Carel Eiting        | Middenvelder  | Huddersfield Town         | Vlag van Engeland  | Zomer           | Verhuurd                | 30 juni 2021 |             |
| /                         | Noa Lang            | Vleugelspeler | Club Brugge               | Vlag van België    | Zomer           | Verhuurd                | 30 juni 2021 |             |
| /                         | Kik Pierie          | Verdediger    | FC Twente                 | Vlag van Nederland | Zomer           | Verhuurd                | 30 juni 2021 |             |
| Vlag van Nederland        | Benjamin van Leer   | Doelman       | Sparta Rotterdam          | Vlag van Nederland | Zomer           | Transfersom niet bekend | 30 juni 2022 |             |

1900—1911 · 1911/12 · 1912—1954 · 1954/55 · 1955/56 · 1956/57 · 1957—1970 · 1970/71 · 1971/72 · 1972—1994 · 1994/95 · 1995—1998 · 1998/99 · 1999/00 · 2000/01 · 2001/02 · 2002/03 · 2003/04 · 2004/05 · 2005/06 · 2006/07 · 2007/08 · 2008/09 · 2009/10 · 2010/11 · 2011/12 · 2012/13 · 2013/14 · 2014/15 · 2015/16 · 2016/17 · 2017/18 · 2018/19 · 2019/20 · 2020/21 · 2021/22 · 2022/23 · 2023/24 · 2024/25
ADO Den Haag ·
Ajax ·
AZ ·
FC Emmen ·
Feyenoord ·
Fortuna Sittard ·
FC Groningen ·
sc Heerenveen ·
Heracles Almelo ·
PEC Zwolle · 
PSV ·
RKC Waalwijk ·
Sparta Rotterdam ·
FC Twente ·
FC Utrecht ·
Vitesse ·
VVV-Venlo ·
Willem II